# Établissements de Chassart
Pour les articles homonymes, voir Chassart (homonymie).
 (novembre 2023).

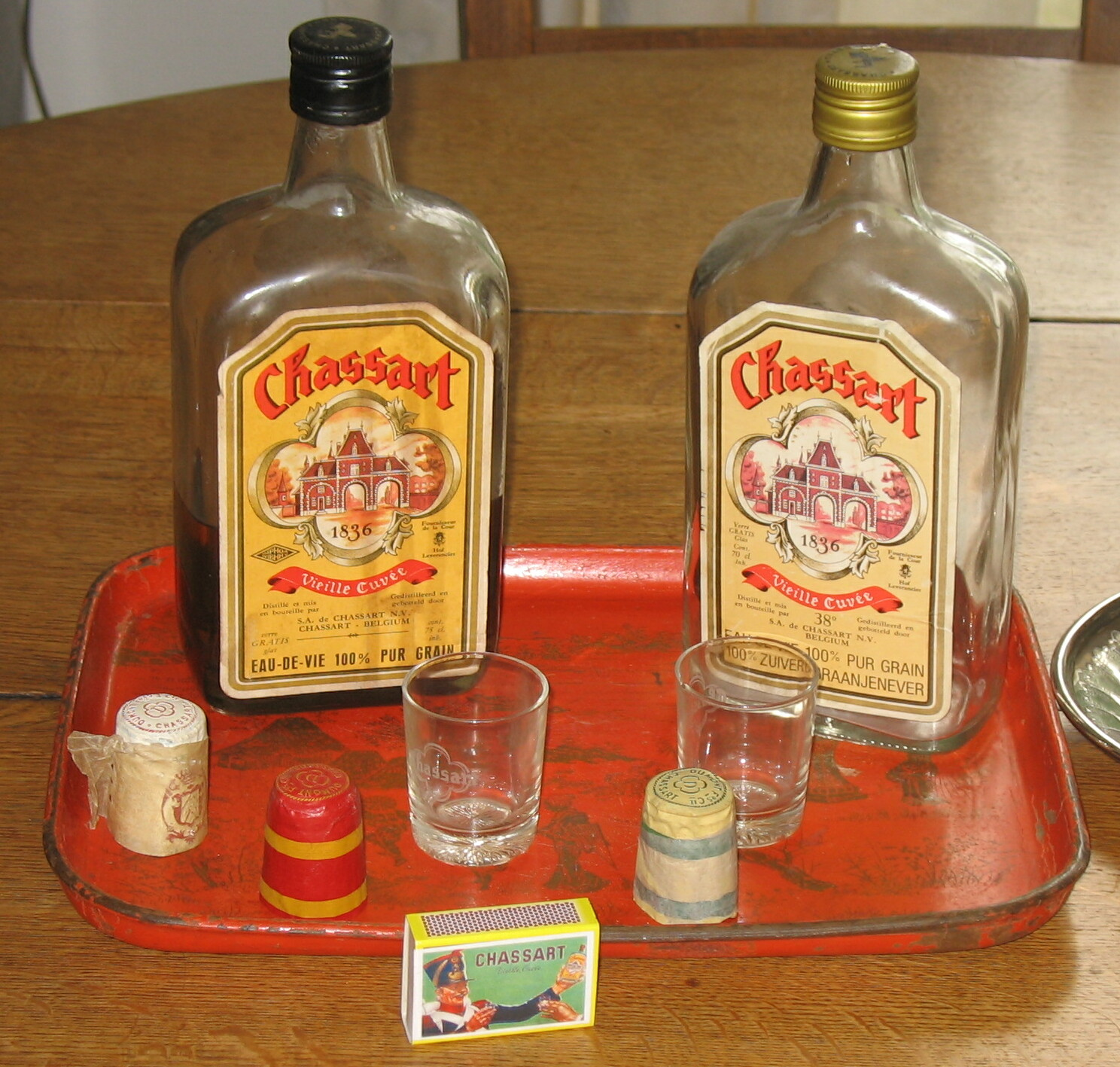
Bouteille de genièvre Chassart.

Les Établissements de Chassart fondés par Auguste Dumont (1794-1876) doivent leur nom au hameau du village Saint-Amand, Chassart, endroit d'implantation dès 1836. Cette localité agraire de la province de Hainaut (région wallonne de Belgique) où se sont développées leurs activités agro-industrielles.
Le label Chassart (présent sur l'étiquette des bouteille) désigne aussi une marque déposée de genièvre produite en ce lieu, il s'agit d'un produit phare apportant visibilité et notoriété, mais dont le rapport reste marginal en comparaison à celui des autres unités de production. 
La société est aussi connue pour la culture de la betterave, sa sucrerie, sa malterie, la production de vinaigre et de levure, engrais, alcools. Il s'agit d'un exemple d'une vaste exploitation agricole qui a évolué en moins d'un siècle vers une entreprise agro-industrielle.
La société a cessé ses activités commerciales et déposé son bilan en 1968.

## Histoire

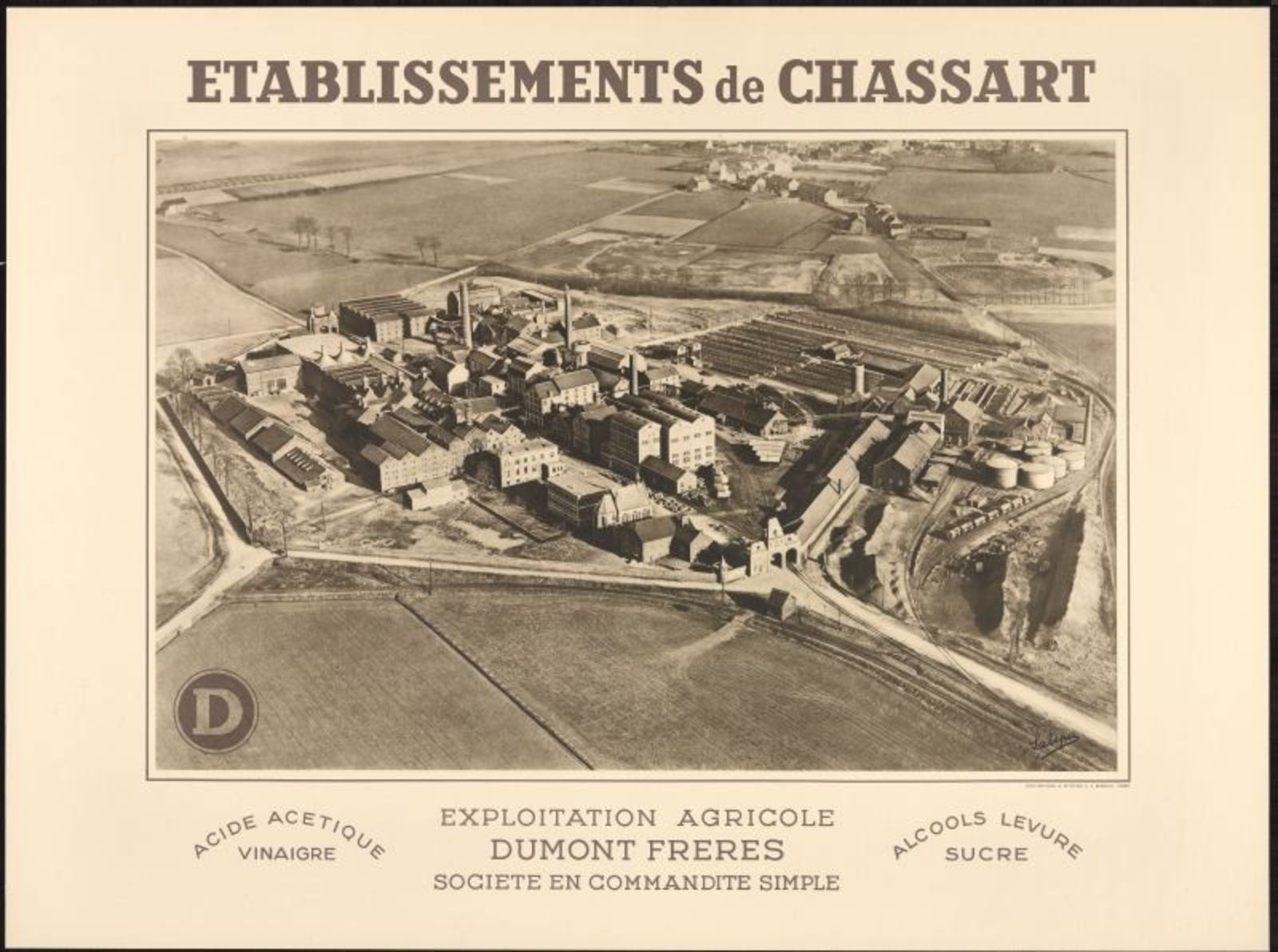
En 1896 statut de la société transformée en "commandite simple sous la raison sociale Dumont Frères". (Photo 1940)

En 1826, Auguste Dumont acquiert un domaine agricole d'une centaine d'hectares (domaine de la ferme de Chassart, administré préalablement par l'Abbaye de Villers-la-ville jusqu'en 1797, ultérieurement confisqué au cours de la révolution française, vendu ensuite Antoine Léonard Jackmart, un avocat retraité, et revendu par ce dernier) pour y cultiver la betterave sucrière. Il crée en 1836 crée la société et se profile comme distillateur industriel. Une première distillerie est bâtie en 1833 ainsi qu'une sucrerie en 1836. Le nom de Guillaume Dumont (frère de Auguste, homme politique belge, et maître des forges) apparaît dans la liste des administrateurs de la société Établissements de Chassart.
En 1852, Léopold Dumont succède à son père à la direction de la société. Il transforme la société en un complexe agro-industriel moderne et lui assigne une fonction de transformation intégrée des divers produits. Il étend son domaine par l'acquisition de 400 hectares de terre et la fusion d'autres exploitations agricoles. En 1857 un distillerie à grains est érigée, la modernisation (installation de moteurs électriques) de la sucrerie est opérée, en 1878. Une voie ferrée privée est posée dans le domaine. Au cours de la décennie 1880, une malterie et usine de levure voient le jour, de nouveaux procédés chimiques sont introduits contrôlés par des laboratoires, ce qui permet de diversifier les activités par la production d'engrais, la création d'une unité de sélection de semences. A cette époque, les laboratoires entretiennent de contacts avec des instituts de chimie organique étrangers (les chimistes Jean-Baptiste Dumas et Augustin-Pierre Dubrunfaut sont consultés) et le jeune institut agronomique de Gembloux. En 1890 les établissements de Chassart acquièrent un vaste domaine en Tunisie (alors sous protectorat français ) qui s’appellera Chassart-Tefaha, où est inaugurée une école d’agriculture pour l’amélioration de la culture des céréales et de la vigne.
A la mort de Léopold (1902), son neveu Gabriel Dumont (1870-1925) prend la direction de la société. En 1896 s'opère un changement de statut de la société vers une forme de type commandite simple sous la raison sociale « Dumont Frères », en vue d'en simplifier la gestion. De nouveaux investissements sont décidés: une vinaigrerie est créée (1903), une unité d'alcool est bâtie à Chassart ainsi que l'installation d'une fabrique de levure dans le nord de la France à Prouvy est décidée (en 1912).
En 1906 la famille Dumont est anoblie et reçoit l'autorisation en 1908 d'ajouter le nom « de Chassart » à celui de Dumont.
Au cours de la Première Guerre mondiale, la production des Etablissements Dumont de Chassart sera lourdement impactée. En 1925, les arrières petits fils du fondateur, Léopold Dumont de Chassart (1894-1976) et Emmanuel Dumont de Chassart (1901-1944) prennent la relève à la direction des affaires dont les résultats atteignent un sommet. A ce moment l'entreprise produit du sucre cristallisé, de l'alcool de grains, levure, vinaigre, potasse, de l'acide acétique, de la farine de luzerne. Sur le plan des digestifs et eau-de-vie, la société décide d'élargir son marché en annonçant trois genièvres : la vieille cuvée, une cuvée spéciale et le Chassart 34° malgré le recul de la consommation d'alcool dû à l'application de la loi Vandervelde de 1919 et à l'élévation générale du niveau de vie.
Pendant la Seconde Guerre mondiale, les activités industrielles seront à nouveau perturbées. A la sortie de la guerre malgré une reprise dans la production de levure pour l'armée américaine qui renfloue le caisses, l'entreprise perd de sa compétitivité. Le retard dans la modernisation des unités de production et la reconversion difficile vers de nouveaux marchés compromettent une nouvelle croissance. Le recours à des capitaux extérieurs s'avère compliqué, de même que l'auto financement est découragé durant la crise économique mondiale de 1932 qui aggrave encore la situation. Ne pouvant résister à la concurrence mondiale, la sucrerie est revendue à la Raffinerie tirlemontoise en 1957. Elle sera fermée en 1958. La distillerie ne survit pas longtemps à la sucrerie. De nouveaux produits concurrents apparaissent sur le marché, notamment le whisky, importés par les américains après la guerre. Le brevet du Chassart Vieille cuvée est vendu par la famille Dumont de Chassart à Martini & Rossi en 1968. La nationalisation des usines de production en Tunisie est pénalisante. Après une période de production de levure, l'usine Chassart est transformée en usine d'embouteillage qui ferme en 1977.

## Archives
Les archives des Etablissements de Chassart ont été déposées par des membres de la famille, à l'Université Libre de Bruxelles, ULB depuis 1985, un inventaire a été dressé et publié.

## Distillerie du genièvre Chassart

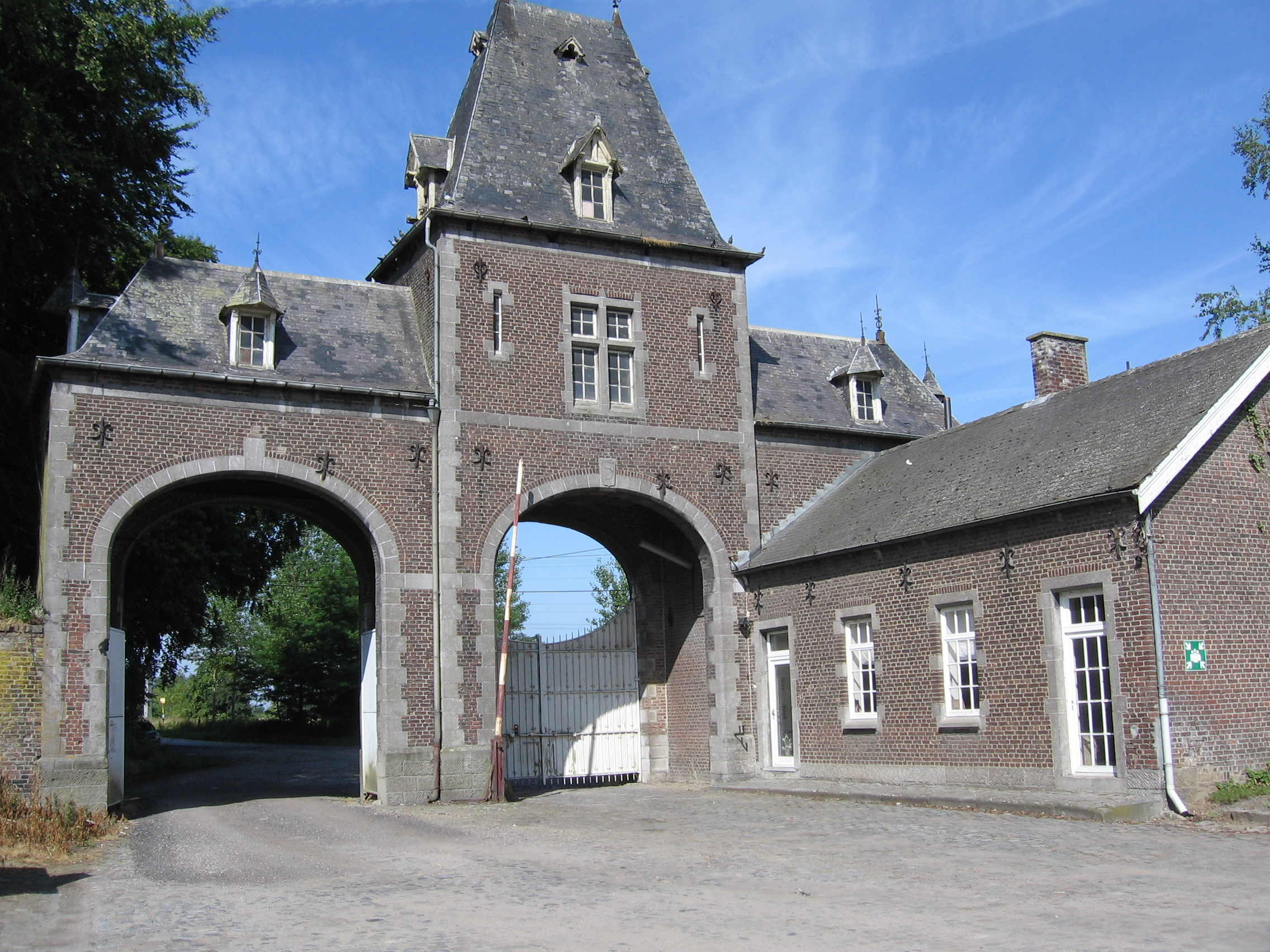
Porte d'entrée de l'usine Chassart, illustration utilisée comme logosur les bouteilles

La distillerie initiale a été montée à la même époque que la première unité de sucrerie, vers 1836. Le dépôt officiel de la marque Genièvre de Chassart au greffier du tribunal de commerce remonte à 1930. Le stockage, la distribution et la commercialisation du Chassart s'opère à partir d'un site satellite, situé en région bruxelloise. Le logo associé représente la porte d'entrée au site, celui est imprimé sur l'étiquette des bouteilles. Il s'agit du seul logo utilisé. Le produit phrase est la vieille cuvée. Deux diversifications du produit existent : la cuvée spéciale et le Chassart 34°, toutes basées sur l'alcool de grains. Le genièvre Chassart a été utilisé comme image de marque des Etablissements Chassart, pour garantir la notoriété et visibilité de l'entreprise, mais le produit ne représentait qu'une faible partie de l'éventail de production. Sa production de genièvre a survécu au dépôt du bilan, en 1968. La firme Martini Rossi a acquis le brevet et s'est chargée de sa production et commercialisation. En 1989 le brevet du genièvre Chassart change à nouveau de main et est acquis par la firme Bruggeman qui poursuit la production et distribution du genièvre et la valorisation du label Chassart.

## Unités de production
Les produits développés par la société recouvrent une grande gamme d'expertises dans le domaine agroalimentaire, que ce soit dans l'ingénierie, l'exploitation, la vente et la distribution. 
- Culture des céréales,
- Culture de la betterave sucrière,
- Sucrerie,
- Distillerie,
- fabrique de levure,
- Malterie,
- Vinaigrerie,
- fabrique de levure de luzerne,
- fabrique de potasse et engrais,
- production d'acide acétique.